# Игл, Анджела
Дама Анджела Игл (англ. Dame Angela Eagle; род. 17 февраля 1961, Бридлингтон, Ист-Райдинг-оф-Йоркшир, Йоркшир и Хамбер, Англия) — британский политик, член Лейбористской партии, входила в теневые кабинеты Эда Милибэнда (2010—2015) и Джереми Корбина (2015—2016).

## Биография

### Образование и начало карьеры
В 1983 году Анджела Игл вместе со своей сестрой-близнецом Марией окончила Оксфордский университет, где они в разных колледжах изучали с 1979 года философию, политику и экономику. Мария стала адвокатом и только в 1997 году прошла в парламент, а Анджела занялась профсоюзной работой.
С 1992 года Анджела Игл неизменно избирается в Палату общин как кандидат от Лейбористской партии в избирательном округе Уоллэси (церемониальное графство Мерсисайд).
В парламенте в 1996—1997 годах занимала должность парламентского организатора, в 1997—1998 годах — младшего министра озеленения и регенерации в кабинете Блэра, в 1998—2001 годах работала в Департаменте социального обеспечения, далее занималась проблемами иммиграции в Хоум-офисе, но в мае 2002 года в ходе очередных перестановок в кабинете осталась без какой-либо правительственной должности. В марте 2003 года голосовала за военную кампанию в Ираке и впоследствии всегда голосовала против расследования обстоятельств, приведших к этой войне. В сентябре 2014 года поддержала решение о нанесении Великобританией авиационных ударов по объектам Исламского государства в Ираке, а в декабре 2015 года — за распространение зоны этих бомбардировок на территорию Сирии.

### Кабинет Гордона Брауна
В 2007 году стала секретарём казны Казначейства в кабинете Гордона Брауна.
8 июня 2009 года назначена младшим министром в Департамент труда и пенсий.
11 мая 2010 года Дэвид Кэмерон сформировал коалиционное правительство Консервативной и Либерально-демократической партий по итогам парламентских выборов 7 мая 2010 года, а кабинет Брауна прекратил существование.

### Теневые кабинеты лейбористов (2010—2016)
8 октября 2010 года назначена теневым главным секретарём Казначейства в теневом кабинете Эда Милибэнда, 7 октября 2011 года стала теневым лидером Палаты общин.
По итогам парламентских выборов 7 мая 2015 года вновь победила в своём традиционном избирательном округе Уоллэси с результатом 60,4 %, улучшив на 8,6 % свой результат на выборах 2010 года.
13 сентября 2015 года новый лидер лейбористов Джереми Корбин сформировал свой теневой кабинет, в котором Игл получила портфели теневого министра предпринимательства и первого министра.
9 июня 2016 года приняла участие в дебатах телекомпании ITV по вопросу референдума о выходе Великобритании из Евросоюза. Вместе с Николой Стёрджен и Эмбер Радд Анджела Игл отстаивала позицию сохранения членства в противостоянии с бывшим мэром Лондона Борисом Джонсоном, Андреа Лидсом и Гизелой Стюарт, которые доказывали необходимость выхода.
27 июня 2016 года объявила о своём выходе из теневого кабинета Джереми Корбина.

### Борьба за лидерство в Лейбористской партии
28 июня 2016 года, на фоне итогов упомянутого референдума и массовых отставок членов теневого кабинета, 172 парламентария-лейбориста проголосовали за вотум недоверия Корбину (только 40 депутатов высказались в его поддержку).
11 июля 2016 года Анджела Игл объявила о вступлении в борьбу за пост лидера Лейбористской партии. Устав партии позволяет бросить вызов действующему лидеру (для регистрации кандидата необходима поддержка 20 % депутатов-лейбористов). Корбин отказался уйти в отставку и пригрозил судом, если его кандидатура не будет включена в список кандидатов автоматически (решение о допуске Корбина к выборам без поддержки минимально необходимых 51 депутата должен принять Национальный исполнительный комитет лейбористов).
19 июля 2016 года сняла свою кандидатуру и объявила о поддержке другого оппонента Корбина — Оуэна Смита.

## Личная жизнь
Анджела Игл стала первой женщиной — членом парламента Великобритании, объявившей о своей гомосексуальной ориентации. Находится в официальном браке с Марией Икзолл (Maria Exall).